# Miranda hacia atrás
Miranda hacia atrás és un curtmetratge rodat el 1997 pel director de cinema canari Pedro Paz. Dura 13 minuts i fou guardonat amb el Fotogramas de Plata 1997 al millor curtmetratge. Fou produït per Chus Gutiérrez i comptà amb la música de Bernardo Bonezzi.

## Sinopsi
Paula i Gonzalo són una parella que estrena vida a un nou apartament i gaudeixen d'una vida tranquil·la i ordenada. De sobte, apareix en el saló Miranda, una jove que procedeix de l'avorrit món dels morts. La nouvinguda té la intenció de quedar-se al món dels vius, ja que li sembla molt més divertit.

## Repartiment
- Carlos Fuentes Cuervo - Gonzalo
- Silke - Paula
- Blanca Li - Miranda